# Barnas
Barnas é uma comuna francesa na região administrativa de Auvérnia-Ródano-Alpes, no departamento de Ardèche. Estende-se por uma área de 26,51 km². Em 2010 a comuna tinha 210 habitantes (densidade: 7,9 hab./km²).